# Iced Warm
Iced Warm es una banda uzbeka de doom metal procedente de Uzbekistán, caracterizada por sus fuertes y melódicos riffs de guitarra, atmósferas de Teclados rápidos como también lentos, potente batería y claro sonido de bajo que hace un buen contraste con su apoyo filarmónico/orquestal. Que junto con la voz de su vocalista Galina Golubkova, con su voz de tipo soprano lírica, haciendo una referencia a una sinfonía clásica, mientras que el vocalista masculino Oleg Bogdanov hace las voces guturales. 
En esta banda las letras y melodías de son en tanto deprimentes y pesadas con una atmósfera bastante gótica.
En su demo "Forever" del 2005 todas sus canciones son escritas en inglés; en su sencillo "Brutal Opera" es hablada en el idioma latín y inglés, y en su único álbum de estudio "Requielle" todas sus canciones se hablan en inglés.

## Miembros

### Formación actual
- Galina Golubkova - vocal
- Dmitry "Draven" Bedyukhov - guitarra, bajo
- Maria "Estelaje" Bogdanova - teclados, instrumentos de cuerda
- Irina "Nebelhafte" Negrienko - ?
- Oleg "Neon" Bogdanov - batería, vocal de apoyo

### Exintegrantes
- Dmitry Margachyov - batería (? - ?)
- Artemiy - guitarra (? - ?)
- Vlasov "Pbl6a 6e3 TpycoB" Alexey - bajo, guitarra (? - ?)
- Ganieva "Kamasutra" Kamila - teclados (? - ?)
- Max "Zareslav" - vocal de apoyo (? - ?)
- Ahmedjanov "IL" Ilnur  - guitarra (? - ?)

## Discografía

### Álbumes de estudio
- 2005: "Requielle"

### Sencillos
- "Brutal Opera" (2006)

### Demo
- 2005: "Forever"

- Datos: Q6446169